# Sténose de l'artère rénale
 Mise en garde médicale
La sténose de l'artère rénale est définie par le rétrécissement du calibre de l'artère rénale. Elle peut être uni- ou bilatérale.
Cet état est souvent asymptomatique mais peut provoquer une hypertension dite « réno-vasculaire » ou une insuffisance rénale.

## Épidémiologie
Elle est difficile à quantifier car la maladie est essentiellement asymptomatique (le patient ne se plaint de rien). Un dépistage systématique chez la personne âgée montre que la prévalence est proche de 7 %. Elle semble beaucoup plus importante chez les groupes à risque de maladie vasculaire.
Chez la personne normale, une atteinte de l'artère rénale (le plus souvent modérée) est présente dans un cas sur dix (dépistage systématique fait chez des potentiels donneurs de rein).

## Symptômes
Elle est souvent totalement asymptomatique. 
Elle peut être découverte lors d'une exploration d'une hypertension artérielle, d'une insuffisance rénale. 
Elle peut causer un œdème aigu du poumon, dont une caractéristique est d'être « flash », c'est-à-dire d'apparition et de guérison très rapide. Ce tableau est essentiellement réalisé dans le cas d'un sténose bilatérale des artères rénales.

## Causes et mécanisme
Il s'agit essentiellement d'une athérosclérose, surtout chez les patients âgés. La dysplasie fibromusculaire se voit beaucoup plus rarement, surtout chez le jeune patient et principalement les femmes.
Le rétrécissement de l'artère rénale entraîne une hypoperfusion rénale avec baisse de la pression en aval de la sténose. Par ce biais, il y a stimulation de la sécrétion de la rénine par le rein entraînant une augmentation de l'angiotensine et de l'aldostérone. Ces deux hormones vont provoquer une vasoconstriction des artères et une rétention d'eau et de sel aboutissant à une augmentation de la pression artérielle. L'oxygénation du tissu rénal reste cependant très longtemps préservée malgré la sténose du vaisseau.

## Méthode diagnostique
Une sténose de l'artère rénale est classiquement suspectée sur une hypertension artérielle devenue résistante au traitement, ou avec dégradation de la fonction rénale, surtout après administration de médicaments bloqueurs de l'axe angiotensine-rénine-aldostérone.
Le diagnostic repose essentiellement sur la visualisation de la sténose. L'échographie Doppler permet de visualiser l'artère rénale et d'objectiver l'accélération du sang au niveau du rétrécissement artériel, dont le degré est proportionnel à l'importance de la sténose. Cet examen reste cependant examinateur dépendant. Le scanner avec injection d'un produit de contraste, de même que l'angio-IRM, permettent de visualiser correctement les artères abdominales. Le scanner a l'inconvénient d'être limité en cas d'insuffisance rénale contre-indiquant l'emploi d'un produit de contraste iodé. Le gadolinium, utilisé dans l'IRM, est lui aussi contr-indiqué en cas d'insuffisance rénale sévère. L'IRM est un mauvais examen en cas de stent dans une artère rénale, ce dernier causant de nombreux artéfacts. 
Au niveau biologique, il existe un tableau d'hyperaldostéronisme dit secondaire, avec augmentation du taux sanguin d'aldostérone et de rénine. Cette augmentation est cependant peu spécifique.

## Évolution et complications
La sténose tend à s'aggraver avec les années. Après deux ans d'évolution d'une sténose bilatérale, un rein sur cinq perd sa fonction.
L'hypertension artérielle est une complication classique, surtout si la sténose concerne les deux artères (et donc les deux reins). La dégradation de la fonction rénale, reste, en règle, modérée et n'est que peu corrélé avec le degré de la sténose.

## Traitement

### Traitement médicamenteux
Il s'agit du traitement de l'hypertension artérielle. Les médicaments jouant sur l'axe rénine-angiotensine tels que les inhibiteurs de l'enzyme de conversion, les antagonistes des récepteurs de l'angiotensine II ou les anti-rénines, sont susceptibles de majorer une insuffisance rénale surtout si la sténose concerne les deux artères rénales. Cette complication  cependant rare est régressive à l'arrêt de ces médicaments. Ils sont particulièrement efficaces sur le niveau tensionnel et sont susceptibles d'en diminuer les complications sous couvert d'une surveillante attentive de la fonction rénale.
L'ajout d'aspirine (Antiagrégant plaquettaire) et d'une statine est habituel.

### Revascularisation de l'artère
L'indication d'une revascularisation doit être bien posée afin d'affirmer l'implication de la sténose dans l'hypertension. Si tel est le cas, l'angioplastie avec placement d'un stent est proposée. L'intérêt de la revascularisation reste cependant discuté. Elle semble mieux démontrée en cas de poussées itératives d'insuffisance cardiaque mais ne semble guère jouer sur les niveaux tensionnels.
Une cure chirurgicale de la sténose peut également être proposée mais les résultats ne semblent pas meilleurs qu'avec une angioplastie.
En cas de maladie fibromusculaire, l'angioplastie reste la technique de choix.